# Acrolophus cressoni
Acrolophus cressoni là một loài bướm đêm thuộc họ Acrolophidae.

## Phân bố
Loài được tìm thấy ở khu vực Bắc Mỹ, bao gồm Alabama, Arizona, Arkansas, Florida, Georgia, Kentucky, Louisiana, Mississippi, New Mexico, North Carolina, Oklahoma, Tennessee và Texas.

## Đặc điểm
Sải cánh của loài này rơi vào khoảng 19 mm.